# Четвертак (фільм)
«Четвертак» — драма 1995 року.

## Сюжет
Америка, роки Великої Депресії. У Філадельфії відкривається новий кінотеатр «Ла Палома». Потрапити в кіно — найбільша мрія Дженнаро, хлопчика з бідної сім'ї італійських емігрантів. У хлопчика немає грошей, щоб купити квиток, і дідусь обіцяє йому, що скоро помре і залишить у спадщину монетку в 25 центів. Але оскільки дідусь все не вмирає, Дженнаро, прагнучи будь-що-будь добути четвертак, вирушає в подорож містом, переживаючи дивовижні пригоди, які він запам'ятає на все своє життя.